# Santa Maria Assunta (Locarno)

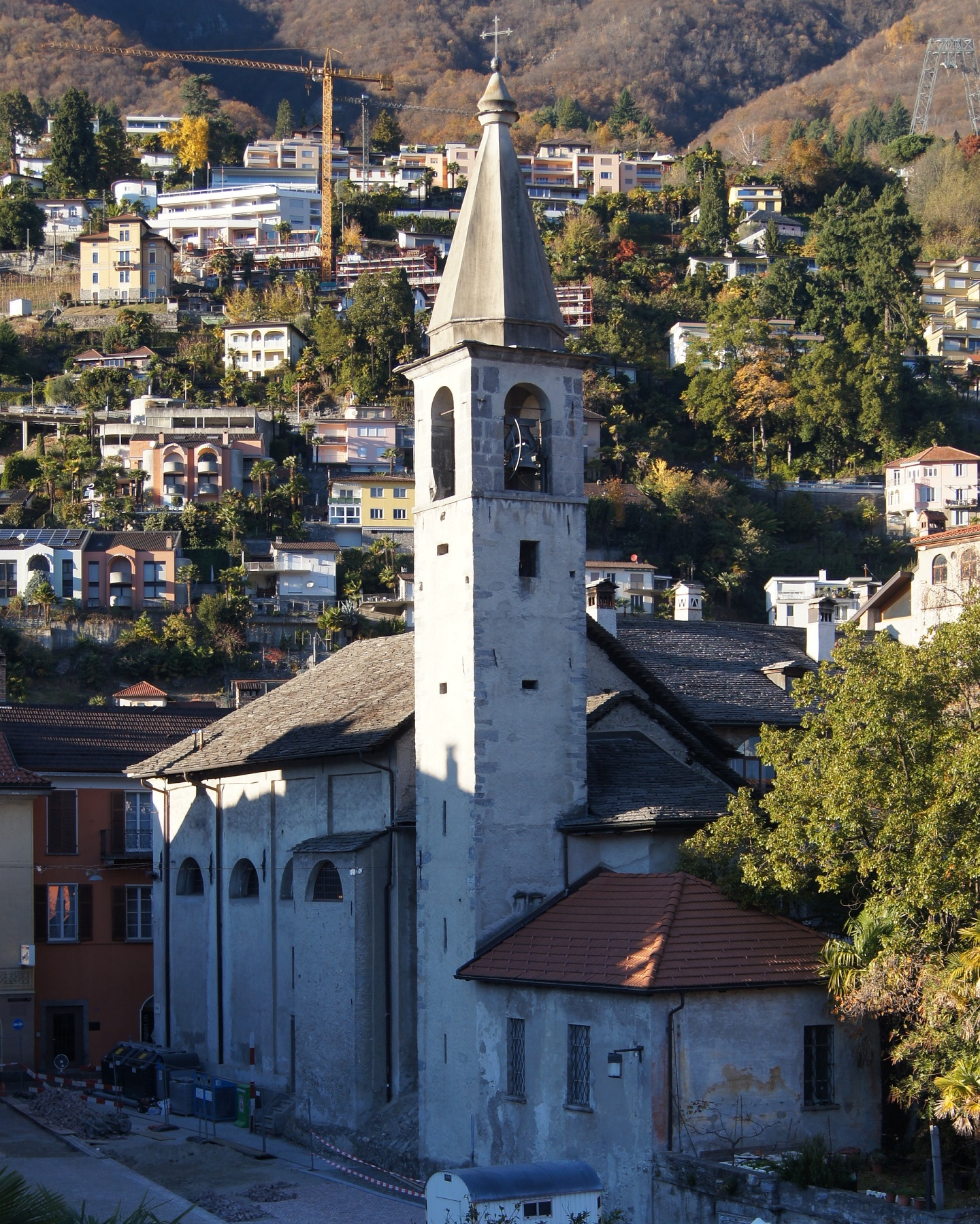
Santa Maria Assunta, Ansicht von Südwesten

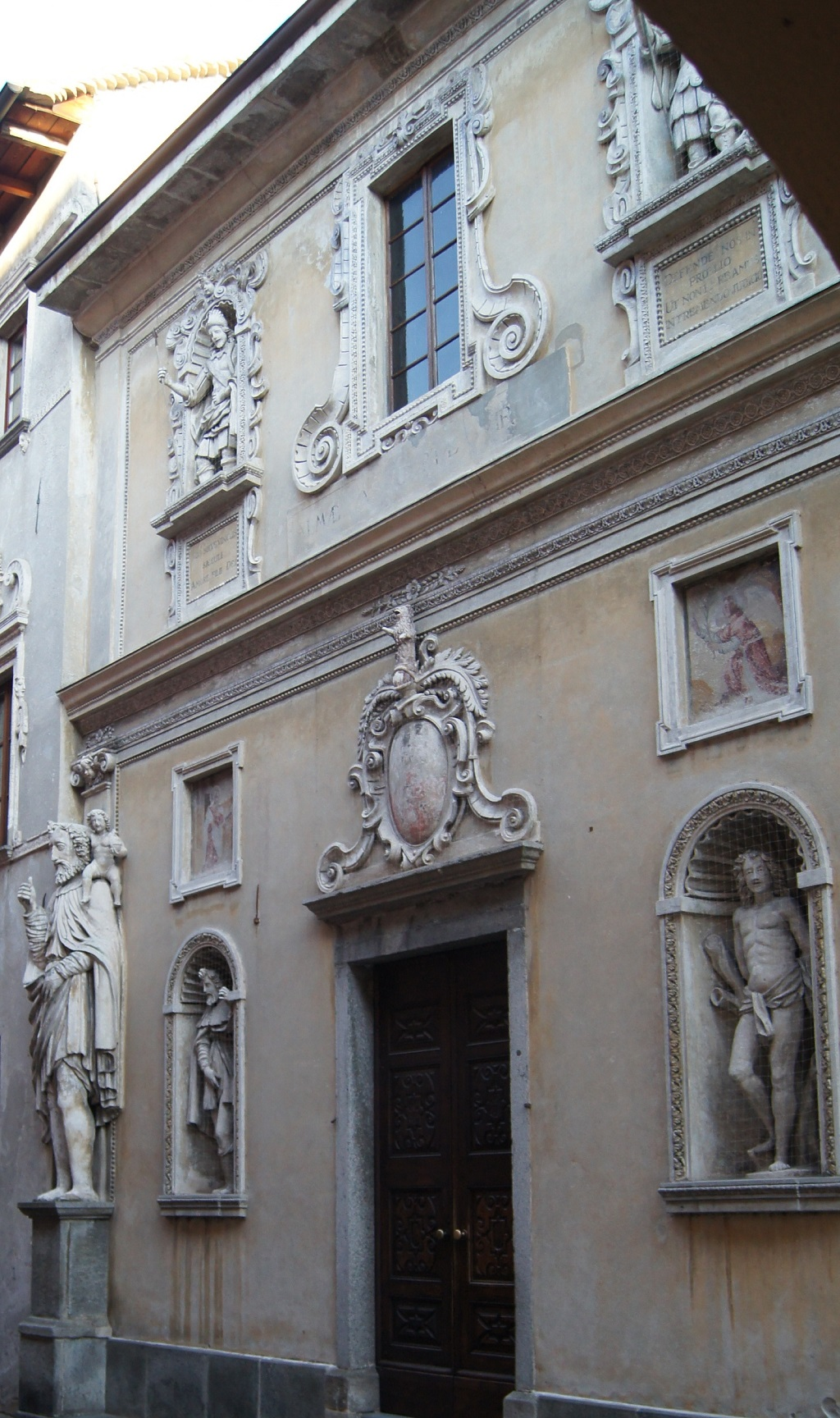
Schaufassade

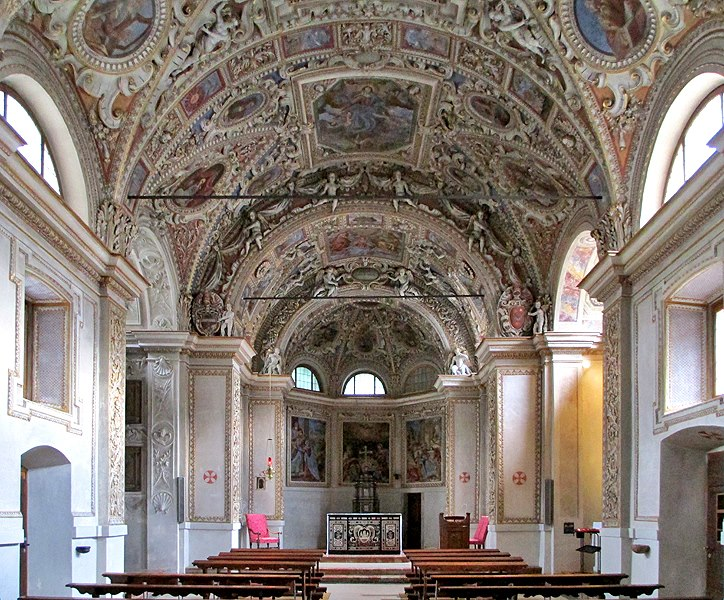
Innenraum mit Stuckdekor

Die Chiesa di Santa Maria Assunta ist eine Kirche in der Altstadt von Locarno im schweizerischen Kanton Tessin. Sie wird auch als «Chiesa nuova» (Neue Kirche) bezeichnet und ist mit dem benachbarten Chorherrenhaus ein geschütztes Kulturgut von nationaler Bedeutung. Die barocke Kirche wurde 1636 geweiht. Die Kirche enthält eine der bedeutendsten Stuckdekorationen des Barock im ganzen Kanton.

## Geschichte
Der Bau wurde durch den Patrizier Cristoforo Orelli veranlasst und zwischen 1628 und 1630 begonnen. Die Kirche wurde am 5. Juni 1636 der Maria Assunta geweiht. Sie wurde später erweitert und in den Jahren 1899 und 1967–1971 restauriert.

## Bauwerk
Das Gebäude ist einschiffig und hat zwei Seitenkapellen und einen polygonalen Chor. An dessen Südflanke erhebt sich der Glockenturm mit spitzem Dach. Bis auf die Nordfassade ist der Bau äusserst schlicht gestaltet. Die Fenster sind in grösserer Höhe eingesetzt. Das Portal der Schaufassade im Norden wird vom Wappen Orellis verziert und von Fresken mit der Verkündigung flankiert. Eine mächtige Stuckfigur des heiligen Christophorus nimmt ebenfalls Bezug auf den Stifter. In vier seitlichen Nischen werden die Stuckstatuen der Heiligen Rochus, Sebastian, Victor und Michael präsentiert.

## Ausstattung
Der Eingang wird durch eine reich bemalte Empore überhöht. Die Kapelle des heiligen Germanus wurde an der Ostwand zwischen 1687 und 1690 errichtet und am Anfang des 18. Jahrhunderts mit Stuck dekoriert. Das Altarbild bewahrt die Reliquien des Heiligen. Die gegenüberliegende Himmelfahrts-Kapelle wurde 1779 zum Schiff geöffnet. Die Holzstatue der Assunta stammt von 1672 und wird der Werkstatt von Francesco Torriani zugeschrieben. In Nischen des Schiffs sind grosse Stuckstatuen der heiligen Veronika und Anna aufgestellt.
Den Innenraum und die Wände des Chors zieren reiche Stuckaturen sowie zwei Freskenzyklen mit
Szenen aus dem Leben Mariä und des Evangeliums. Der Hauptaltar ist in Stuckmarmor (ital. scagliola) gestaltet und stammt aus der zweiten Hälfte des achtzehnten Jahrhunderts. Das kleine Tabernakel in Holz und gemeisseltem Silber ist etwa einhundert Jahre älter.

## Sonstiges
Östlich an die Kirche ist das Chorherrenhaus «Casa dei Canonici» aus dem 16. bis 17. Jahrhundert angebaut. Es ist ein dreigeschossiger Patrizierpalast mit fünf Fensterachsen.